# 神元皇后
北魏神元皇后窦氏（？—248年），北魏始祖拓跋力微的妻子。
力微年轻时候投靠沒鹿回部酋長竇賓，竇賓賞識力微，將这个女兒嫁給了他。力微又請求率領所部北居長川，十數年後，因治理有方，舊有部眾都來歸附。248年竇賓去世，死前叮嘱自己的儿子们善待拓跋力微。竇賓刚死，他的儿子们便密谋杀拓跋力微。拓跋力微得知此事。早晨起床就抽刀杀死了妻子，派人去急速给竇賓的儿子们报信，说妻子暴病身亡。竇賓的儿子们急忙赶来，也都被拓跋力微杀掉。自此各酋長首領皆服從力微。
窦氏在拓跋珪稱帝時被追尊为神元皇后，和拓跋力微配飨。

## 延伸阅读
[在维基数据编辑]
 《魏書/卷13》，出自魏收《魏书》
 《北史/卷013》，出自李延壽《北史》